# Ermita de San Isidro Labrador (La Salada)
La ermita de San Isidro Labrador es una pequeña ermita que se encuentra en la pedanía de La Salada, en el municipio de Estepa, en la provincia de Sevilla, España.

## Historia de San Isidro Labrador
San Isidro Labrador nació en 1080 en Madrid y se casó con Marina Toribio, quien más tarde sería conocida como Santa Marina de la Cabeza o de Torrejón. 
San Isidro, fue labrador desde muy pequeño y fue puesto a prueba por su dueño que estaba cansado de las habladurías de la gente que decían que Isidro visitaba la iglesia todos los días antes de trabajar, incluso lo acusaban de abandonar el trabajo para rezar. Para él cualquier momento era oportuno para rezar. Su dueño observó que mientras el oraba, al parecer, milagrosamente dos jóvenes guiaban los bueyes delante del arado por el barbecho. Desde ese momento el dueño puso a Isidro al frente de su hacienda, puesto que resultó muy beneficioso este criado. 
Gracias a este santo se hizo famoso el refrán: "por oír Misa y dar cebada nunca se perdió jornada". El también patrono de todos los hombres de campo nos dejó en 1130, y cinco años más tarde murió Marina de la Cabeza, a quien se invoca lo mismo cuando el hijo se cae en un pozo, que cuando la sequía amenaza la Meseta. En 1662 fue canonizado por Gregario XV. Sus restos reposan en Cadaqués y en 1697, Inocencio XII aprobó su culto.

## Descripción
Presenta el exterior una espadaña de ladrillos cuadrada rematada por una veleta con dos pequeños pináculos, con arco de medio punto, en el cual está colgada la campana; con la siguiente inscripción: 1929, San Claudio. Corazón de Jesús. Fundición Constancio de Iras Orti. Madrid Carabanchel Bajo. San Isidro protege esta aldea. 
La decoración de esta espadaña es muy sencilla, consiste en dos especies de ovas de cerámica verde y cuatro azulejos colocados en forma de rombo de color azul. 
Su interior es de planta de salón, cubierta con una bóveda, sin decoración, en forma de trapecio, bastante abierto por su base, y tirantes metálicos. La solería de la ermita está compuesta por losas de barro cuadradas rústicas. 
Al presbiterio se accede por una grada con dos escalones donde se encuentra el retablo sobre consola de madera, en la peana anagrama de María y en la parte superior nos encontramos con el Sagrario, una hornacina avenerada forrada de madera y encima superpuesta otra hornacina más grande con cuatro molduras: la primera a base de cardos y formas vegetales, la segunda moldura semicircular, otra decorada con flores y, cerrando el conjunto otra moldura semicircular. 
También podemos encontrar un cuadro pintado sobre cristal representando a la Divina Pastora en un marco con motivos rocalla. Bastante deteriorado por las causas del tiempo. El resto de los cuadros de la Iglesia son simples láminas de escaso interés. 
Sacristía en la cabecera de la iglesia de pequeñas dimensiones, a la que se accede por una pequeña puerta, situada a la izquierda en la pared del presbiterio. 
En esta ermita se encuentran las siguientes imágenes: Nuestra Señora del Rosario, San Isidro Labrador (titular de la Iglesia) y el Sagrado Corazón de Jesús. 

## Descripción de las imágenes

### San Isidro
La imagen de San Isidro es de madera, data del siglo XIX, con aspecto romántico. Viste el Santo camisa blanca, pantalón marrón, polainas crudas y chaqueta azul con ribetes amarillos y botonadura dorada. Fajín anudado al lado derecho, gorro inglés. Aparece con las dos manos delante del cuerpo apoyadas sobre una pala. 

### Virgen del Rosario
La Virgen del Rosario procede de la Iglesia Parroquial de San Miguel Arcángel de Lora de Estepa, escultura de escuela granadina, de fines del siglo XVII. La imagen de la Virgen sostiene en sus brazos al Niño. Realizada en madera tallada, policromada y estofada. La Virgen viste manto azul y saya rojiza, de brocado y estampados de distintos colores con motivos vegetales y flores, el Niño Jesús lleva puesta una túnica de color marrón, también estampada. Apoya el conjunto sobre una peana rectangular, imitando mármol. Tanto la Virgen como el Niño llevan una corona de plata repujada. 

### Corazón de Jesús
La imagen del Corazón de Jesús es de serie, realizada en barro. Su procedencia es clara ya que en la parte trasera aparece un sello con la siguiente inscripción: el arte cristiano. De este taller proceden gran parte de las imágenes que representan la entrada de Jesús en Jerusalén y que procesionan el Domingo de Ramos. Esta escultura procede, al igual que la Virgen del Rosario, de la Iglesia Parroquial de San Miguel Arcángel de Lora de Estepa. Fue regalada a la ermita de San Isidro Labrador, porque un parroquiano donó una nueva imagen, del Corazón de Jesús, de mayor tamaño.
- Datos: Q5836108